# Esquerra Unida - L'Entesa
Esquerra Unida - L'Entesa fou una coalició política formada al País Valencià per Esquerra Unida del País Valencià amb Els Verds del País Valencià, Izquierda Republicana i Esquerra Valenciana que es van presentar a les eleccions municipals i autonòmiques de 2003, si bé a alguns municipis concrets s'hi afegiren altres partits com Esquerra Republicana del País Valencià, o plataformes ciutadanes independents. En les eleccions a les Corts Valencianes obtingueren 6 escons, i va ser la quarta força política municipal en nombre de regidors.
Per a les eleccions generals espanyoles de 2004 es va reeditar novament la coalició, esta vegada sols amb Esquerra Unida del País Valencià, Izquierda Republicana i el sector dels Verds del País Valencià vinculat al diputat Carles Arnal: Els Verds - Esquerra Ecologista. Pels resultats obtinguts, Isaura Navarro fou elegida diputada per la circumscripció de València.
A les eleccions autonòmiques de 2007, Esquerra Unida es presentà dins de la coalició d'esquerres i nacionalista del Compromís pel País Valencià, considerada hereva de l'Entesa. Tanmateix, cap dels 6 representants de L'Entesa repetiria a les llistes de la nova coalició.
Arran de la Crisi interna d'Esquerra Unida de 2007-2008, els 5 ex-diputats d'Esquerra Unida elegits a les llistes de L'Entesa van abandonar o ser expulsats del partit, sent Ramon Cardona l'últim en deixar EUPV en maig de 2008. També Isaura Navarro, diputada de L'Entesa a les Corts Generals va deixar EUPV per passar-se a Iniciativa del Poble Valencià.

## Grup parlamentari de l'Entesa a lesCorts Valencianesa la VI Legislatura (2003-2007)
- Joan Ribó i Canut. Síndic portaveu. (EUPV)
- Joan Antoni Oltra Soler. Portaveu Adjunt i portaveu en les comissions d'Economía i Hisenda, Obres Públiques i de Reforma de l'Estatut d'Autonomia. (EUPV)
- Ramon Cardona Pla. Portaveu a les comissions de Benestar Social, Educació i Ocupació. (EUPV)
- Alfred Botella Vicent. Portaveu a les comissions de Sanitat i Indústria. (EUPV)
- Carles Arnal Ibáñez. (Els Verds)
- Dolors Pérez i Martí. (EUPV)